# Makua

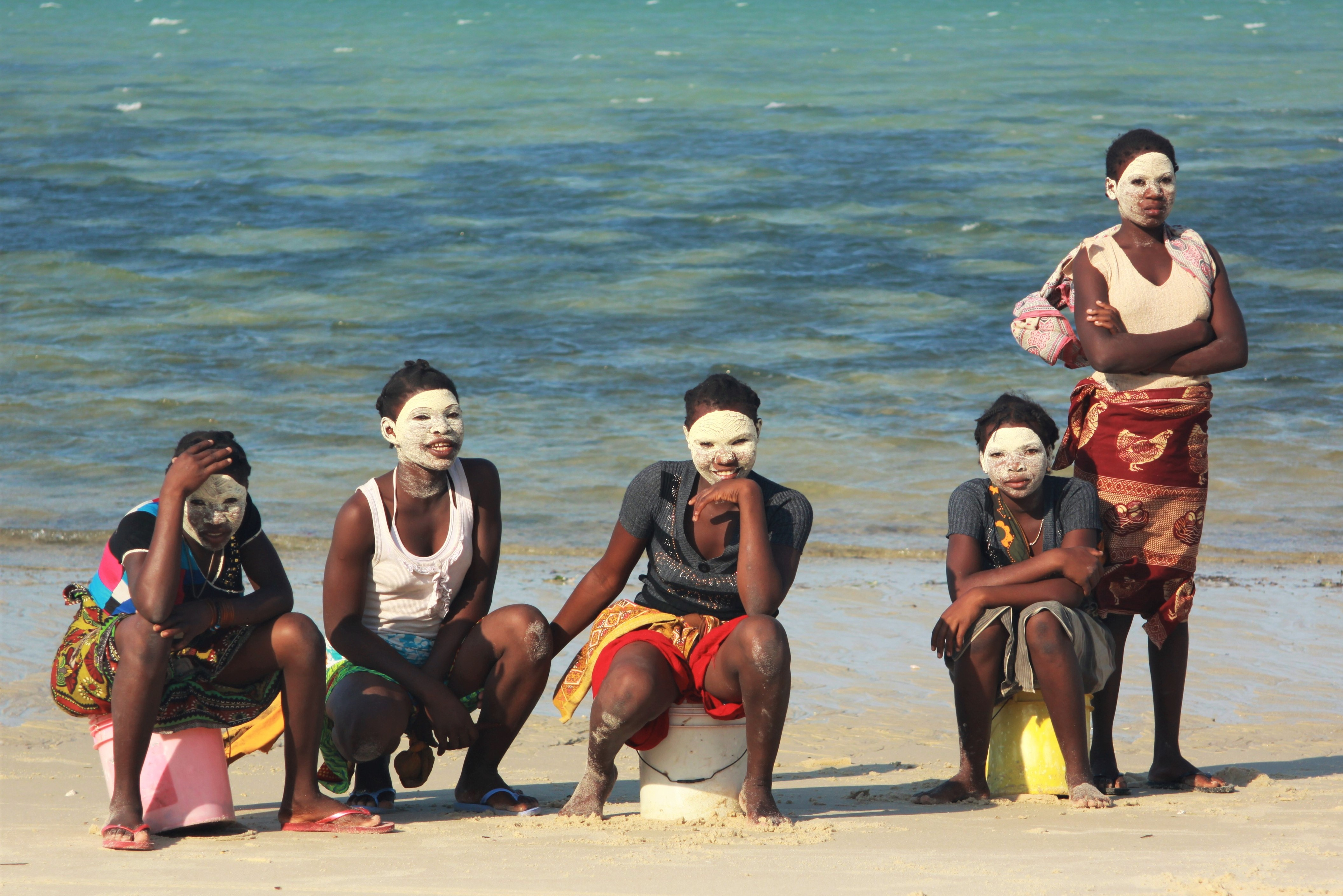
Makua

Makua är den största etniska gruppen i norra Moçambique, med en stor population även på andra sidan gränsen, i distriktet Masasi i regionen Mtwara i Tanzania, samt en liten population i Sydafrika. De bor i området norr om Zambezifloden. Den totala folkmängden tros uppgå till 1 160 000, där 800 000 bor i Moçambique och 360 000 i Tanzania. De flesta i gruppen är kristna, antingen romersk-katolska eller protestanter, eller sunnimuslimer, samt några animister.
Språket makua, ett bantuspråk, är fortfarande det mest talade språket, tillsammans med afrikaans och zulu i Sydafrika, portugisiska i Moçambique och swahili av de äldre, samt engelska i Sydafrika och Tanzania.